# Сперанца (Ниспорен)
„Сперанца“ (на молдовски: Speranţa Nisporeni) е молдовски футболен клуб от село Ниспорен, домакиниските си мачове играе в град Хънчещи. От 2015 г. отборът участва в Националната дивизия на Молдова на Молдова.

## Успехи
- Национална дивизия на Молдова:
  - 4-то място (1): 2018
- Дивизиона „Б“ (Юг): (3 ниво)
  -  Победител (1): 2013/14